# Echolot (Album)
Echolot ist ein Kollaborationsalbum der beiden Rapper Albino und Nesti, das unter dem Projektnamen Syndikat im Februar 2005 erschien.

## Entstehung
1997 waren sich Albino und Nesti in den Heidelberger Piemont Studios erstmals begegnet. Nesti war für Aufnahmen am 50MCs Tape vorbeigekommen, während Albino zur selben Zeit an seinem ersten Tonträger, der EP Lyrischer Widerstand arbeitete. Da sich beide gut miteinander verstanden, blieben sie in Kontakt. Infolgedessen entstanden sechs gemeinsame Stücke, die jeweils auf Nestis Debütalbum Die Andere Seite, Albinos Soloalben Vertuscht & Verschleiert und Vogelfrei sowie auf der lediglich als Schallplatte veröffentlichten Single Heartcore erschienen.
Das Stück Retter in der Not, das 2000 auf Albinos Debütalbum Vertuscht & Verschleiert erschien, enthielt explizit den Vermerk Intro. das Syndikat. Zwei Jahre später entstand die Idee, unter dem Projektnamen Syndikat ein gemeinsames Album zu veröffentlichen, was Anfang 2005 in die Tat umgesetzt wurde.

## Gestaltung
Sowohl das Cover als auch das Booklet sind ausschließlich in den Farben Schwarz und Weiß gehalten. Ersteres, dessen Artwork von Kim J. Köster stammt, ist in eine schwarze linke und in eine weiße rechte Hälfte unterteilt. Die linke Hälfte enthält einen weißen, nach unten zeigenden Handabdruck, der entfernt an einen Totenkopf erinnert. Darüber steht in weißen, „eingeritzten“ Buchstaben SYNDiKAT. In der weißen Hälfte ist ein nach oben gerichteter, schwarzer Handabdruck zu sehen, darüber in Schwarzen Buchstaben der Schriftzug ECHOLOT.
Unten steht in Schreibmaschinenschrift – zunächst noch in der linken Hälfte – NESTI, ALBINO, daneben – bereits in der rechten Hälfte – 12 Finger Dan, DJ Mike, B-Base, Nemo, Ole, Schall.

## Aufnahmen
Das Mastering, das im Hamburger Souldier Lab stattfand, wurde von B-Base übernommen. Die meisten Beats steuerte Albinos DJ 12 Finger Dan bei insgesamt sieben Stücken bei. Weitere Produzenten waren DJ Mike, B-Base, Schall, Milzer, Nemo und Meanace. Musikalische Gäste sind Ole, Use, Nemo und Schall.

## Texte und Stil
Wie alle bisherigen Alben der beiden Rapper ist Echolot stilistisch dem Conscious Rap zuzuordnen. Musikalisch ist das Werk düster und melancholisch gehalten, ähnlich wie Albinos vorangegangenes Album Vogelfrei. Wiederkehrende Themen sind Politik, Gesellschaftskritik und Selbstreflexionen.
Sowohl im Intro als auch im Outro finden sich Ausschnitte aus Reden von Rudi Dutschke, die musikalisch unterlegt wurden. Gleiches ist beim Elitär-Interlude der Fall, das eine Art Intro zum Stück Elitär bildet. Auch Gefängnisrevolte wird mit einem Beitrag des 1979 verstorbenen Studentenführers abgeschlossen. Dieses Stilmittel hatte Albino bereits auf seinen ersten beiden Soloalben verwendet.
Was ist sicher enthält Selbstreflexionen, die sich mit Kritik an Politik und Medien vermengt. In Nähe erzählt Nesti von einem Autounfall, den er wider Erwarten überlebt hatte und der sein Leben seither entscheidend geprägt habe. So habe er dadurch seine Nähe zu Gott entdeckt, was ihm anschließend beim Ableisten seines Zivildienstes sehr geholfen habe. Use steuert den Hintergrundgesang bei.
Elitär enthält Kritik an der hiesigen Arbeitskultur, die einem kaum die Möglichkeit lasse, sich zu entfalten, wodurch das Individuum im Endeffekt zu kurz käme. Auch die Rolle des Geldes wird kritisiert, da vor allem Unternehmen lediglich Gewinne zum Ziel hätten. Schwarz oder Weiß rechnet mit Schwarz-Weiß-Denken ab, das Streben der Menschen nach Konflikten wird im Text ebenfalls behandelt. Gefängnisrevolte bedient sich einer Metapher, wonach das Auflehnen gegen psychologische Unfreiheit als Revolte dargestellt wird. In Echolon zeigen die Rapper ihren Unmut über den ihrer Meinung nach zunehmenden Überwachungsstaat auf und ziehen Vergleiche zu George Orwells Roman 1984.
Revolver kritisiert den Gebrauch von Schusswaffen und zeigt die sich daraus ergebenden negativen Folgen auf. Ebenfalls werden im Text Opfer wie John F. Kennedy, Martin Luther King, Jitzchak Rabin und Rudi Dutschke erwähnt.